# 边千思
边千思（1987年11月23日—），是韩国著名的女子短道速滑运动员。她是2006年都灵冬奥会3000米接力冠军。

## 职业生涯
2006年都灵冬奥会中，边千思获得3000米接力金牌。

## 另请参阅
- 2006年冬季奥林匹克运动会短道速滑比赛